# Национален пещерен дом
Националният пещерен дом – Карлуково, известен и като Национален пещерен дом „Петър Трантеев“, е туристически обект в село Карлуково, България.
Разположен е на ръба на отвесна скала в местността Калето, на десния бряг на река Искър, в непосредствена близост до пещера Проходна.
Проектът на сградата за Национален пещерен дом край Карлуково е разработен от архитекта на ЦС на БТС Кирил Масларски. Неговият иновативен подход се превръща в емблема за модерната архитектурна мисъл. Погледната от въздуха, сградата има форма на прилеп в полет.
Тържествено е открит на 7 ноември 1981 година. Застроен е на 520 m2 площ, разполага с 80 места за нощуване в стаи с по 2 и 3 легла, както и с 2 по-големи спални помещения, ресторант с капацитет от 100 места и бар-бюфет с 50 места. 
Към дома е уреден учебен кабинет и е създадена зала за музей по пещерно дело и спелеология. Идеята е в бъдещия музей да се събират находки от всички карстови райони в страната, както и към него да бъде открита лаборатория по хидрология и микроклиматолотия на Карлуковския район, съхранил в недрата си пещери с богати образувания и орнаментика, пропасти и понори.
Сградата е построена през 1981 година, което съвпада и с честванията на 1300-годишнината на България. Безпощадно разграбена след падането на комунистическия режим, тя е частично обновена през 2012 година.
През 2024 година сградата е обновена от нови стопани, ангажирани с възвръщането на сградата към идеите с които е създадена – важен център за приключенски туризъм, спорт, обучение, откривателство и наука.
Името на Петър Трантеев се споменава като основен идеолог за построяването на сградата дом на пещерняците. Негова е и заслугата над 292 пещери и пропасти в района да бъдат проучени и картографирани, сред които най-известни са пещерите Проходна, Темната дупка, Банковица, Свирчовица, Кучешката и др.
Обектът е в списъка на 100-те национални туристически обекта под номер 30а и разполага с печат с надпис в околовръст „Национален пещерен дом Карлуково“.